# Centrale Sigma 30
La Centrale Sigma 30 est un système de navigation inertielle produit par Safran Electronics & Defense utilisés dans le domaine de la topographie, de l'artillerie, de la défense sol-air et des radars qui leurs sont associés. Elle sont fabriquées à Montluçon et équipent plus de quarante programmes internationaux.
La centrale Sigma 30 permet de se passer du positionnement satellitaire facilement brouillable, et doit être remplacée par la nouvelle centrale inertielle  Geonyx de Safran, plus performante et moins couteuse.

## Versions et utilisation

### Sigma 30-200
Centrale destiné aux pièces d'artillerie légère et de courte portée ainsi qu'à la défense sol-air, dont :
- le missile français VL-MICA[1]
- le mortier français 2R2M[1]
- le char polonais PT-91M vendu à la Malaisie[4]

### Sigma 30-800
Centrale destiné aux pièces d'artillerie lourde ainsi qu'aux radar de longue portée, dont :
- l'automoteur français CAESAR[2]
- l'automoteur allemand Panzerhaubitze 2000 vendu au Qatar[2],[5]
- l'automoteur suédois Archer[2],[6]
- l'automoteur serbe Nora B-52[7]
- lance-roquettes multiple européen M270[8]
- Lance-roquettes multiple indien Pinaka[9]

### Sigma 30-700
Nouvelle version de la centrale Sigma 30 dévoilé en 2012.